# Pelochrista obscura
Pelochrista obscura es una especie de polilla perteneciente al género Pelochrista, categorizada en la tribu Eucosmini, de la subfamilia Olethreutinae.

## Distribución
Se distribuye por Kazajistán.

## Taxonomía
Fue descrita por Kuznetzov en 1978 y publicada por primera vez en Opred. Nasekomykh Evop. SSSR 4: 545.